# Tarragona Ràdio
Tarragona Ràdio és l'emissora de ràdio municipal de Tarragona. Emet al 96.7 de la FM, arriba a tota la ciutat de Tarragona i fins a Constantí. En l'actualitat, l'emissora municipal supera els 40.000 oients mensuals, segons l'estudi d'audiència realitzat per Infortècnica el 2021, i és l'emissora més escoltada per a  seguir la informació de la ciutat. La gerència recau en l'Ajuntament de Tarragona a través de l'"Empresa Municipal de Mitjans de Comunicació de Tarragona" (EMMCT SA).

## Història
El 17 de febrer de 1986 es va iniciar les emissions radiofòniques a la Part Alta de Tarragona i com a emissora municipal Ràdio Fòrum, amb una vocació de servei i per donar cobertura del dia a dia de la ciutat, l'any 1990 es va convertir en Tarragona Ràdio. L'any 2002, la seu de la ràdio es va traslladar a l'avinguda Roma on es van inaugurar els actuals estudis radiofònics.
La situació de crisi econòmica va portar l'empresa a acomiadar una part de la plantilla l'any 2012. Investigacions i auditories de l'entitat fetes públiques a partir de l'any 2020 van desvelar greus problemes de governança, contractacions irregulars, pagaments injustificats i falta de control en les despeses i cobraments. Diverses fonts ho han qualificat de xarxa clientelar en favor del llavors govern del PSC al municipi, liderat per Josep Fèlix Ballesteros Casanova i entitats i persones afins. L'Ajuntament va fer arribar a la fiscalia tota la documentació per investigar la possible comissió de delictes.